# Jan Coxie

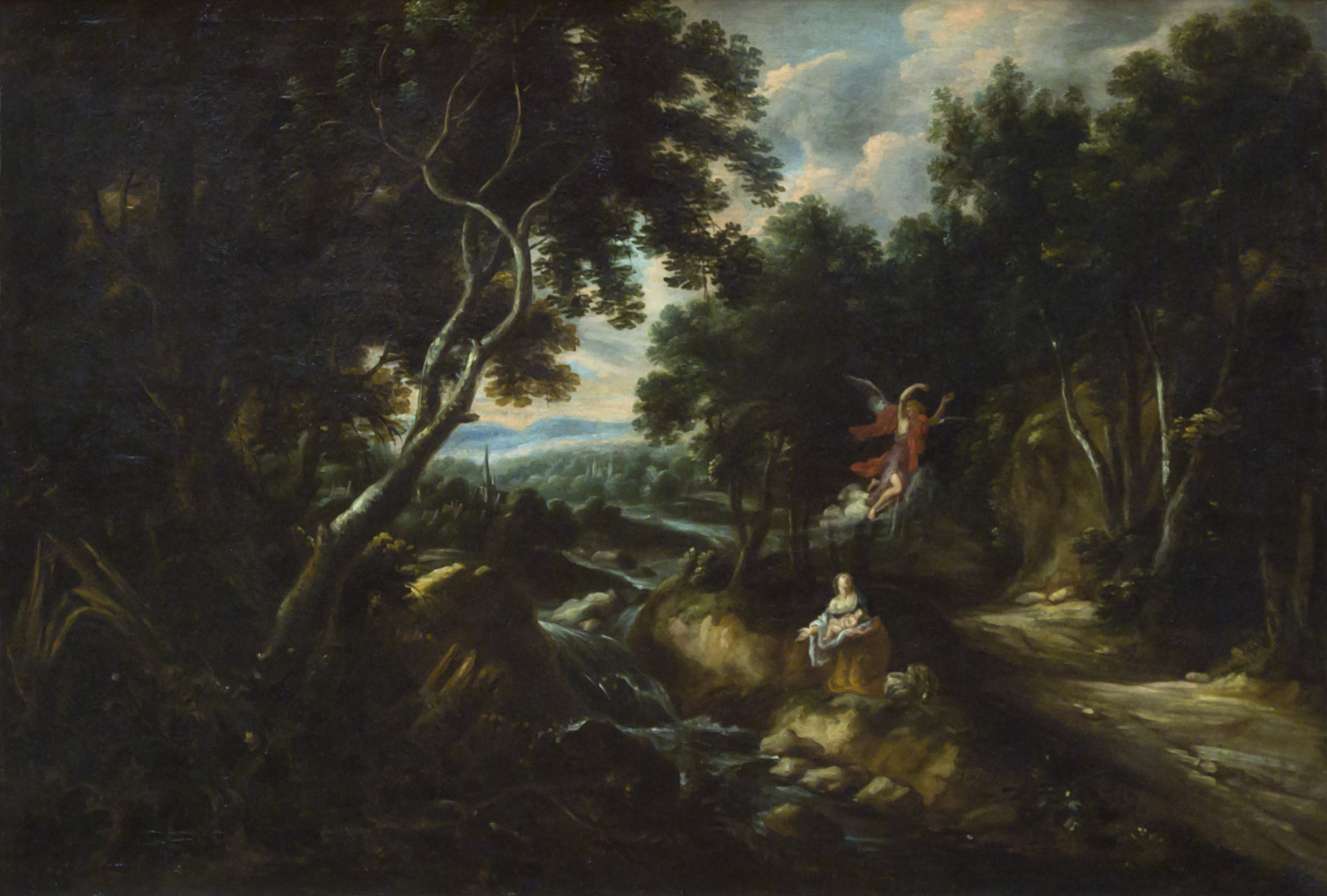
Hagar and the Angel in the Wilderness.

Jan Coxie, baptisé le 26 février 1629 à Malines, et mort en 1670 dans la même ville, est un peintre et dessinateur flamand.

## Biographie
On ignore la date exacte de sa naissance mais Jan Coxie a été baptisé le 26 février 1629 à Malines. Issu d'une grande famille de peintres flamands, il est le fils de Michiel Coxie III et l'arrière-petit-fils de Michiel Coxie.
Formé par son père, il est admis à la guilde de Saint-Luc de Malines en 1651.
Il épouse Joanna Biset, sœur du peintre Charles Emmanuel Biset et deux de leurs fils sont peintres à leur tour, Jan Anthonie Coxie, portraitiste, et Jan Michiel Coxie, peintre d'histoire.

## Œuvre
Jan Coxie est connu pour ses paysages, qui comprennent souvent une scène religieuse.